# Theodor Fontane

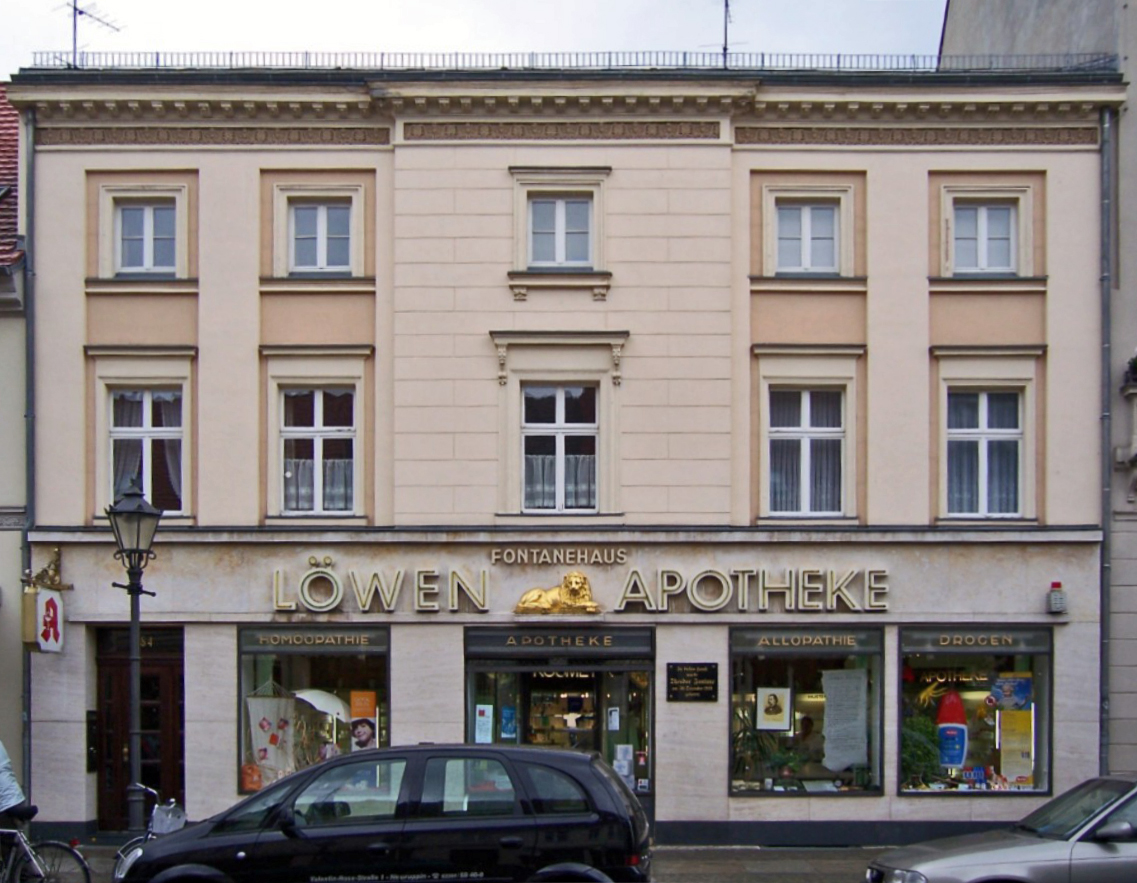
Dom rodzinny T. Fontane – apteka „Pod Lwem” w Neuruppin (akt. Karl-Marx-Straße 84)

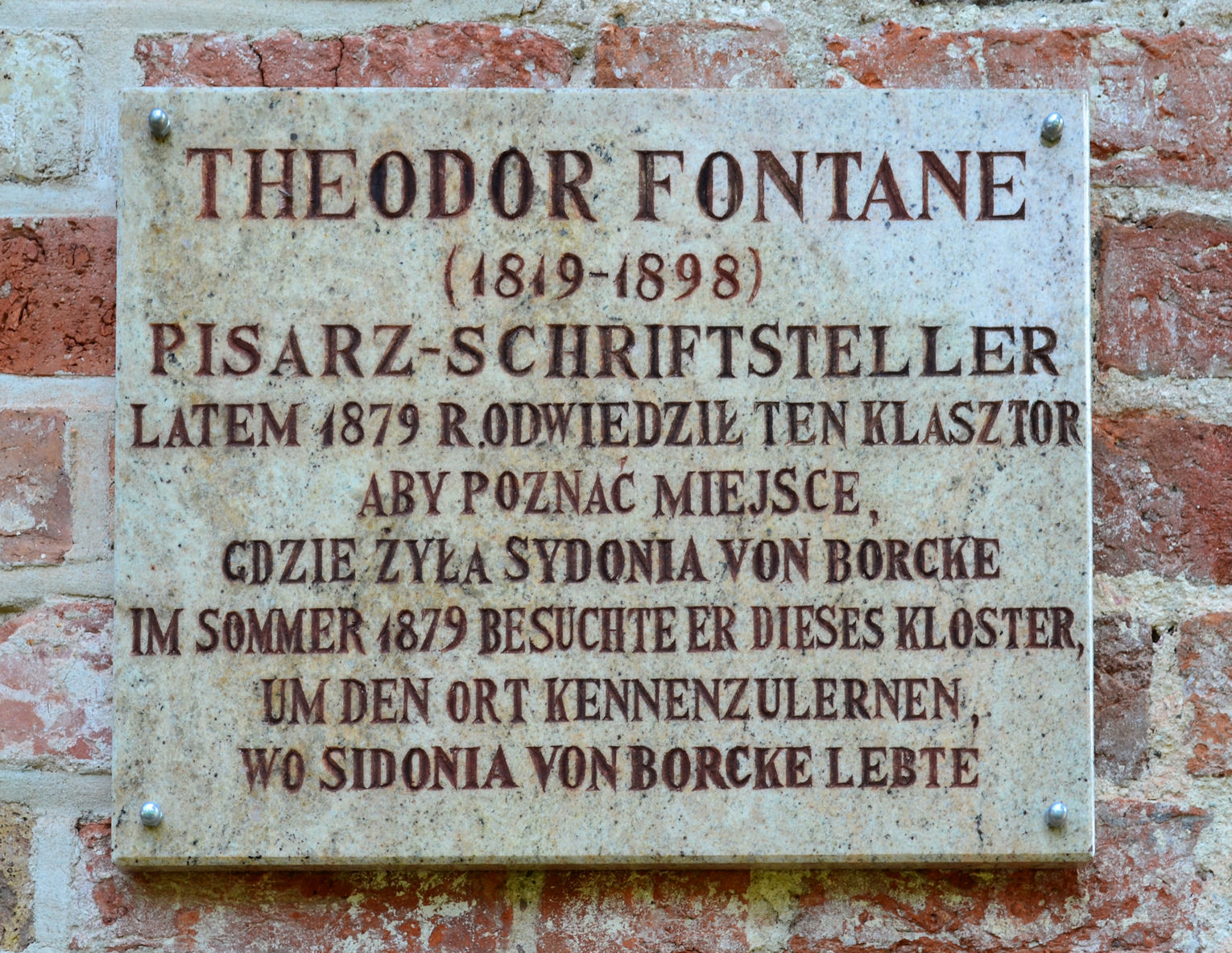
Tablica na murze dawnego zespołu klasztornego w Marianowie

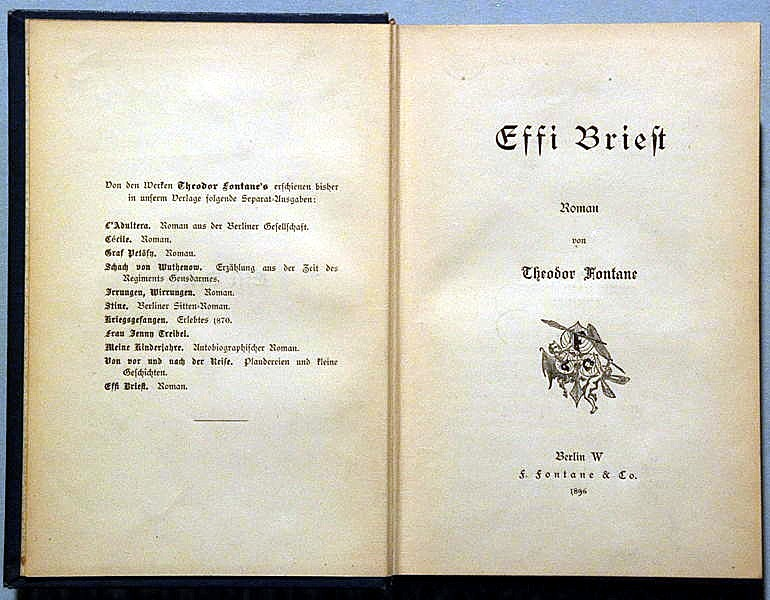
Powieść Effi Briest z 1895

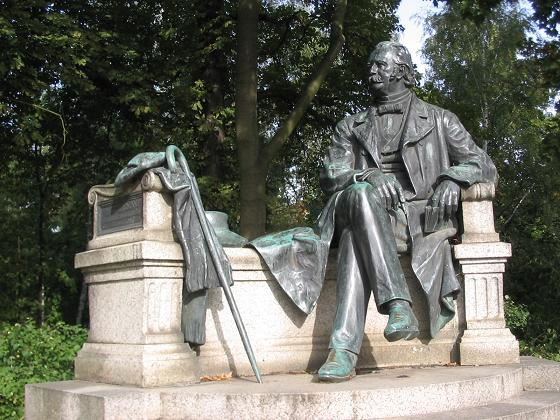
Pomnik T. Fontane w Neuruppin (aut. Max Wiese)

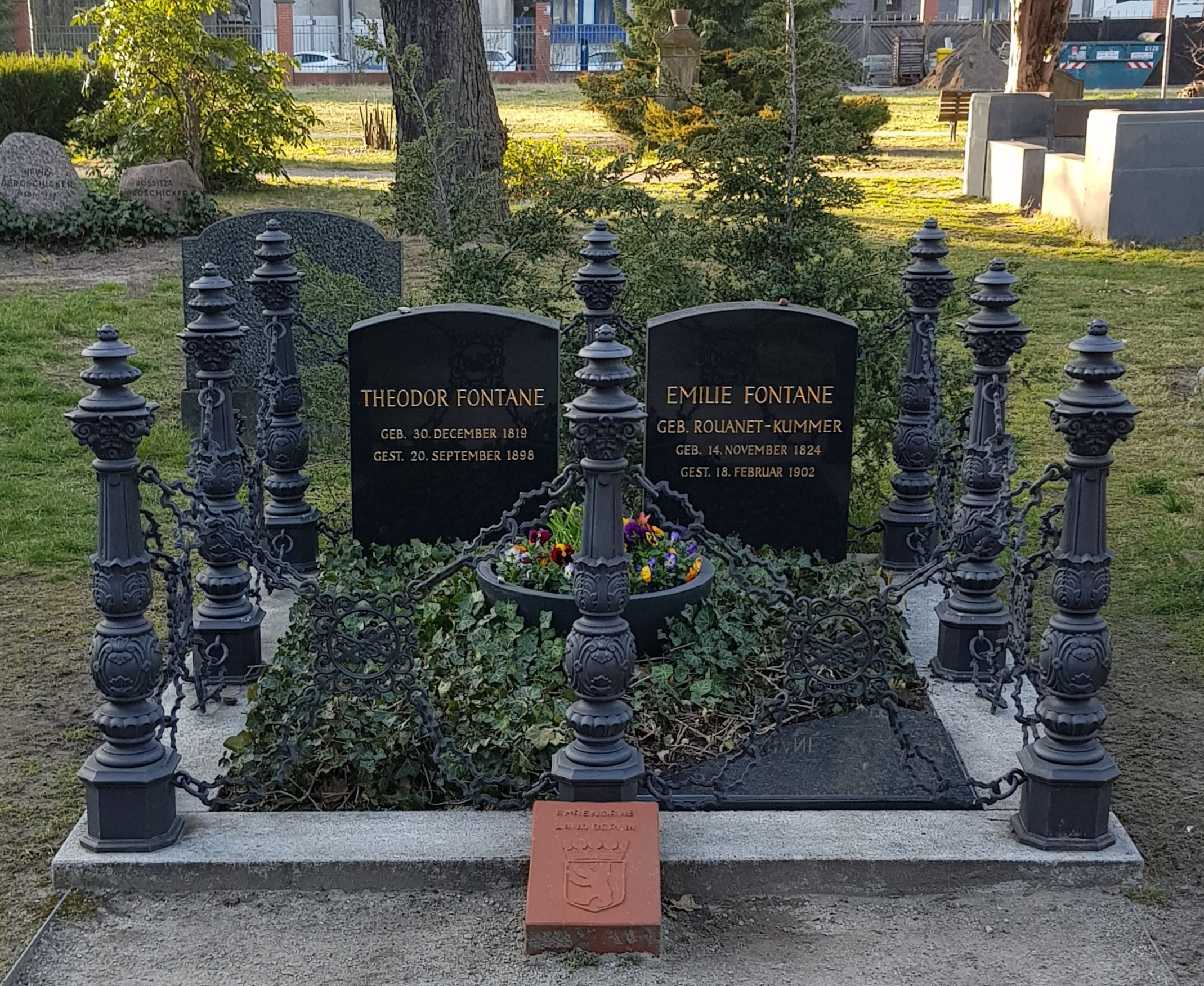
Grób Teodora i Emilii Fontane w Berlinie, 2022

Heinrich Theodor Fontane (ur. 30 grudnia 1819 w Neuruppinie, zm. 20 września 1898 w Berlinie) – niemiecki pisarz, dziennikarz, krytyk oraz farmaceuta. Był przedstawicielem poetyckiego realizmu.

## Życiorys
Był, zarówno ze strony ojca, jak i matki, potomkiem francuskich hugenotów, wypędzonych z ojczyzny w drugiej połowie XVII w. przez króla Ludwika XIV. Był synem Louisa Henriego Fontanego i Emilii z d. Labry.
Jego ojciec był aptekarzem, właścicielem apteki „Pod Lwem” w Neuruppinie. Theodor mieszkał tam do siódmego roku życia, kiedy to jego ojciec z powodu długów hazardowych musiał sprzedać aptekę, otwierając później nowy, mniejszy zakład w Świnoujściu. W latach 1832–1833 Theodor uczęszczał do gimnazjum im. Friedricha Wilhelma w Neuruppinie, po czym wstąpił do szkoły handlowej Karla Friedricha Klödena w Berlinie. W 1834 roku zamieszkał u przyrodniego brata ojca, Augusta Fontanego. W 1836 r. zrezygnował z nauki w szkole handlowej i zgodnie z wolą ojca rozpoczął praktykę farmaceutyczną w berlińskiej aptece „Pod Białym Łabędziem” (niem. Zum Weißen Schwan) u znanego berlińskiego aptekarza Wilhelma Rosego. Jesienią 1840 r. objął stanowisko farmaceuty-asystenta w Burg koło Magdeburga. W 1841 r. zachorował na tyfus, jednak szczęśliwie wyleczył się u rodziców w Letschinie. Później pracował jako asystent farmaceuty w aptekach Lipsku, Dreźnie, u ojca w Letschinie i znów w Berlinie, w „Polskiej Aptece” Juliusa Eduarda Schachta.
Od 1 kwietnia 1844 do 31 marca 1845 odbył służbę wojskową jako jednoroczny ochotnik w 2. Regimencie Grenadierów Gwardii Cesarza Franciszka (Kaiser Franz Garde-Grenadier-Regiment Nr. 2), którą ukończył w stopniu kaprala. Wówczas też odbył swoją pierwszą 14-dniową podróż do Anglii na zaproszenie swojego szkolnego przyjaciela Hermanna Scherza. 8 grudnia 1845 zaręczył się z Emilie Rouanet-Kummer (1824–1902).
W marcu 1847 r. Fontane uzyskał licencję „Farmaceuty pierwszej klasy”. Pracował wówczas w aptece „Pod Czarnym Orłem” (niem. Zum Schwarzen Adler) na Georgenkirchplatz. W 1848 r., w czasie „Rewolucji marcowej”, Fontane brał udział w tak zwanych „bitwach barykadowych”. W tym czasie opublikował cztery dość radykalne teksty w berlińskim „Zeitungs-Halle”, organie wydawniczym Centralnego Komitetu Demokratów Niemiec.
Theodor Fontane nawiązał kontakt z berlińskim światem literackim jeszcze podczas stażu u Wilhelma Rose. Swoją pierwszą nowelę pt. „Geschwisterliebe”, jak również swoje pierwsze wiersze, opublikował już w 1839 r. W Lipsku był członkiem literackiego stowarzyszenia studenckiego Herwegh-Klub i miał kontakty z dziennikarzem i politykiem Georgiem Güntherem. W 1843 r. Bernhard von Lepel wprowadził go do literackiego stowarzyszenia Tunnel über der Spree, którego był członkiem w latach 1844–1865.
Z czasem twórczość literacka zaczęła pociągać go o wiele bardziej niż farmacja. 30 września 1849 r. postanowił zrezygnować z zawodu farmaceuty i żyć jako niezależny pisarz. Jego teksty o wyraźnie politycznej treści pojawiły się po raz pierwszy w radykalno-demokratycznym „Dresdner Zeitung”. W tym samym roku została wydana jego pierwsza książka: „Männer und Helden. Acht Preußenlieder”. 16 października 1850 r. ożenił się z Emilie Rouanet-Kummer. Razem zamieszkali w Berlinie. Początkowo mieli problemy finansowe, ponieważ Theodor Fontane nie był w stanie znaleźć pracy. W 1851 r. urodził się syn George, trzej kolejni synowie: Rudolf (1852), Peter Paul (1853) i Ulrich (1855) zmarli wkrótce po urodzeniu. Jako piąte dziecko urodził się syn Theodor (1856). Jedyna córka o imieniu Martha (nazywana Mete) przyszła na świat w 1860 r., zaś w 1864 r. urodził się ostatni syn Friedrich.
W 1851 r. Fontane dołączył do zespołu redakcyjnego konserwatywno-reakcyjnego, nastawionego na pietystów Neue Preußische (Kreuz-) Zeitung, w którego komitecie założycielskim znajdował się m.in. Otto von Bismarck. Pracował dla nich do 1870 roku. Rok później został zatrudniony przez Centralne Biuro Prasowe. W związku z tą pracą odbył podróże do Londynu (1852), a następnie mieszkał tam od 1855 do 1859 roku. W sierpniu 1855 roku Adolph Menzel zaproponował Fontane objęcie w Londynie funkcji stałego korespondenta prasowego. Premier Prus Otto von Manteuffel wyraził zgodę na pobyt i zapewnił odpowiednie środki finansowe. Zadaniem Fontane było publikowanie raportów prasowych w Londynie na rzecz pruskiej polityki zagranicznej w gazetach angielskich i niemieckich. W zakresie politycznym był podporządkowany pruskiemu ambasadorowi w Londynie, Albrechtowi von Bernstorffowi. Fontane, który miał też pozyskiwać dla polityki pruskiej niemieckich emigrantów w Zjednoczonym Królestwie, nawiązał kontakty m.in. z Juliusem Faucherem i Heinrichem Betą. Jak donosił Edgar Bauer, Fontane był „lokalnym agentem rządu pruskiego”. Swoimi raportami zatytułowanymi „Englischer Artikel” jako pierwszy poinformował szerszą publiczność w Niemczech o prerafaelitach, nowym ruchu artystycznym w Anglii.
Wraz ze zmianą rządu w pruskim domu królewskim (1858) zakończył działalność korespondencyjną w Londynie, aby wrócić do domu. Tu jednak, nie mogąc znaleźć zatrudnienia w żadnym organie prasowym, zdecydował się poświęcić się literaturze podróżniczej, która przeżywała prawdziwy rozkwit w połowie XIX wieku. Ponieważ tylko nieliczne osoby mogły sobie pozwolić na podróże, artykuły i książki o podróżach do różnych zakątków Europy, na Bliski Wschód i dalej, a także o przygodach i niebezpieczeństwach, które z tym były związane, spotykały się z dużym zainteresowaniem opinii publicznej. Pojawiły się pierwsze artykuły o jego rodzinnym mieście Neuruppin, np. Der Tempelgarten (dawne ogrody księcia Fryderyka w Prusach) w „Kreuzzeitung”. Z relacji z podróży, wzbogaconych informacjami historycznymi i dygresjami krajoznawczymi, powstała w 1861 roku broszura pt. „Grafschaft Ruppin”, która rok później otrzymała drugie wydanie zatytułowane „Spacery po Marchii Brandenburskiej”. W ciągu następnych lat Fontane poprawił ten pierwszy tom, który miał w sumie pięć wydań, zmienił go i uzupełniał. Z czasem powstały trzy kolejne tomy, a jako tom piąty zbiór tekstów wydanych współcześnie, które pozostały niepublikowane za życia autora. W 1864 roku Fontane udał się do Kopenhagi, skąd pisał o toczącej się właśnie wojnie niemiecko-duńskiej. Od 1870 roku Fontane pracował jako krytyk teatralny w wychodzącej w Berlinie, ponadregionalnej „Vossische Zeitung”. W tym samym roku, w ramach urlopu, wyjechał do Paryża podczas wojny francusko-pruskiej. W Domrémy został aresztowany pod podejrzeniem iż działa jako niemiecki lub pruski szpieg – został zwolniony po interwencji samego Bismarcka. Swoje przeżycia i spostrzeżenia opisał w wydanej w 1871 roku w książce pt. „Kriegsgefangen. Erlebtes 1870”.
W 1868 roku Fontane po raz pierwszy pojechał na letnie wakacje do Mysłakowic, skąd urządził kilka wypraw, m.in. na Śnieżkę w Karkonoszach. W następnym roku spędził lato w Sobieszowie u stóp Chojnika. Od 1872 do 1892 r. cała rodzina ośmiokrotnie spędzała lato w Karpaczu, skąd z początkiem września wracano do Berlina, by Fontane zdążył na zaczynający się sezon teatralny. W sumie w latach 1868–1892 pisarz przebywał w Karkonoszach dziesięciokrotnie. To właśnie morderstwo leśniczego Wilhelma Freya z Wolfshau, czyli Wilczej Poręby, które w 1877 r. wstrząsnęło okolicą, stało się kanwą powieści Fontane pt. „Quitt” (1891).
W latach 1874–1876 Fontane i jego żona odbyli różne podróże do Austrii, Włoch i Szwajcarii. Pod koniec tych podróży Fontane postanowił zerwać z pracą korespondenta. Zamiast tego postanowił żyć jako niezależny pisarz. Jako powieściopisarz zadebiutował w 1878 r., w wieku 59 lat, powieścią „Vor dem Sturm”. W 1892 roku podczas pobytu pod Śnieżką poważnie zachorował na tle niedokrwienia mózgu. Od tego czasu pisarz, ze względów zdrowotnych, spędzał wakacje w łagodniejszym klimacie Karlowych Warów. W celu oderwania się od choroby lekarz doradził mu spisanie wspomnień z dzieciństwa. Pisarz postąpił zgodnie z radą medyka i wyzdrowiał na tyle, że był w stanie ukończyć „Effi Briest” i dwie inne powieści („Die Poggenpuhls” i „Der Stechlin”), a także drugą pracę autobiograficzną pt. „Von Zwanzig bis Dreißig”.
Fontane zmarł 20 września 1898 roku w Berlinie. Jako członek francuskiej gminy reformowanej został pochowany na Cmentarzu II w berlińskiej dzielnicy Mitte. Jego żona Emilie spoczęła u jego boku cztery lata później. Jego grób, objęty honorowym patronatem władz Berlina, znajduje się w polu B-35/36-16/17.

## Znaczenie
Fontane uważany jest za wybitnego przedstawiciela niemieckiego realizmu mieszczańskiego. W swoich powieściach udaje mu się w bardzo trafny sposób charakteryzować osoby za pomocą ich zewnętrznej postaci, ich otoczenia, a w szczególności sposobu mówienia. Charakterystyczne dla jego dzieł są konwersacje w zamkniętych kręgach np. podczas uczty, kiedy ludzie z jednej strony przestrzegają konwencji społecznych, a z drugiej strony zdradzają swoje prawdziwe intencje – często wbrew własnej woli. Krytyka pojedynczej osoby jest często wstępem do bardziej uwikłanej krytyki społecznej. Ponadto do elementów jego stylu literackiego zalicza się również ironię.

## Dzieła
Theodor Fontane był autorem wielu odmiennych rodzajów tekstów. Tworzył nie tylko powieści, ballady i opowiadania, ale również dramaty, wiersze, biografie, literaturę wojenną, listy, dzienniki, krytyki teatralne, artykuły prasowe.

### Literatura wojenna
- 1871 – Der deutsche Krieg von 1866
  - Tom 1: Der Feldzug in Böhmen und Mähren (Kampania w Czechach i Morawach)
  - Tom 2: Der Feldzug in West und Mitteldeutschland (Kampania w zachodnich i środkowych Niemczech)

### Powieści, nowele i opowiadania
- 1860 – Jenseit des Tweed wersja online
- 1873 – Der Krieg gegen Frankreich 1870–1871
- 1878 – Vor dem Sturm (powieść historyczna) wersja online
- 1844–1859 – Wanderungen durch England und Schottland. (Trzy podróże po Anglii)
- 1862–1888 – Wanderungen durch die Mark Brandenburg wersja online
  - Tom 1: Die Grafschaft Ruppin
  - Tom 2: Das Oderland
  - Tom 3: Havelland (Fontane)
  - Tom 4: Spreeland (Fontane)
  - Tom 5: Fünf Schlösser (1881–1888)
- 1880 – Greta Minde (nowela miłosna) wersja online
- 1881 – Ellernklipp (powieść kryminalna) wersja online
- 1882 – L’Adultera (nowela) wersja online
- 1883 – Szach z Wuthenow (niem. Schach von Wuthenow), (powieść historyczna) wersja online
- 1884 – Graf Petöfy (powieść) wersja online
- 1885 – Christian Friedrich Scherenberg und das litterarische Berlin von 1840 bis 1860
- 1883–1885 – Pod gruszą (niem. Unterm Birnbaum) (powieść kryminalna) wersja online
- 1887 – Cécile (powieść) wersja online
- 1888 – Rozdroża, bezdroża (niem. Irrungen, Wirrungen) (powieść) wersja online
- 1890 – Stine (powieść) wersja online
- 1890 – Quitt (powieść) wersja online
- 1891 – Unwiederbringlich (powieść) hwersja online
- 1893 – Frau Jenny Treibel oder 'Wo sich Herz zum Herzen find’t’ (powieść) wersja online
- 1894 – Meine Kinderjahre (autobiografia) wersja online
- 1895 – Effi Briest (powieść) wersja online
- 1896 – Die Poggenpuhls (powieść) wersja online
- 1898 – Von Zwanzig bis Dreißig (autobiografia) wersja online
- 1898 – Der Stechlin (powieść) wersja online
- 1906 – Mathilde Möhring (niedokończone) wersja online

### Ballady i wiersze
Fontane był autorem ponad 250 wierszy, w tym ballad i aforyzmów, przykładowo następujących:
- Die Brück’ am Tay (1880) wersja online
- John Maynard wersja online
- Der Kranich
- Herr von Ribbeck auf Ribbeck im Havelland wersja online

## Filmografia
- 1939 – Der Schritt vom Wege
- 1950 – Mathilde Möhring
- 1955 – Rosen im Herbst
- 1968 – Unwiederbringlich
- 1970 – Effi Briest
- 1973 – Unterm Birnbaum
- 1974 – Effi Briest
- 1975 – Der Stechlin
- 1975 – Frau Jenny Treibel
- 1977 – Grete Minde
- 1979 – Stine
- 1981 – Frau Jenny Treibel
- 1982 – Melanie van der Straaten
- 1983 – Mathilde Möhring
- 1986 – Wanderungen durch die Mark Brandenburg

## Literatura
- Ursula Amrein, Regina Dieterle (Hrsg.): Gottfried Keller und Theodor Fontane. Vom Realismus zur Moderne = Schriften der Theodor Fontane Gesellschaft 6. Walter de Gruyter, Berlin 2008. ISBN 978-3-11-019647-4.
- Jan Pacholski: Theodor Fontane. Z apteki na Parnas, wyd. Quaestio, Wrocław 2014, ISBN 978-83-62571-67-3.
- Jan Pacholski (Red.): Theodor Fontane w świetle faktów i interpretacji. Wrocław 2017.
- Paul Irving Anderson: Der versteckte Fontane und wie man ihn findet. Hirzel Verlag, Stuttgart 2006. ISBN 3-7776-1416-5.
- Heinz Ludwig Arnold (Hrsg.): Theodor Fontane. Edition Text + Kritik, München 1989. ISBN 3-88377-318-2.
- Kenneth Attwood: Fontane und das Preußentum. Baltica Verlag 2000. ISBN 3-934097-08-1.
- Dominik Bartmann: Fontane und sein Jahrhundert: Katalog zur Ausstellung vom 11. September 1998 bis 17. Januar 1999 im Märkischen Museum, Stiftung Stadtmuseum Berlin. Henschel, Berlin 1998. ISBN 3-89487-309-4.
- Roland Berbig (Hrsg.): Fontane als Biograph = Schriften der Theodor Fontane Gesellschaft 7. Walter de Gruyter, Berlin 2010. ISBN 978-3-11-022478-8.
- Hellmut Hannes: Auf den Spuren Theodor Fontanes in Swinemünde. Ein Stadtrundgang durch Swinoujscie. Thomas Helms, Schwerin 2009. ISBN 978-3-940207-24-1.
- Konrad Ehlich (Hrsg.): Fontane und die Fremde, Fontane und Europa. Königshausen & Neumann, Würzburg 2002. ISBN 3-8260-1830-3.
- Michael Fleischer: „Kommen Sie, Cohn.” Fontane und die Judenfrage. Selbstverlag des Autors, Berlin, 1998.
- Hermann Fricke: Theodor Fontanes Kriegsgefangenschaft 1870. In: Jahrbuch „Der Bär von Berlin”, hrsg. v. Verein für die Geschichte Berlins, 5. Jahrgang, Berlin 1955
- Gerhard Friedrich: Fontanes preußische Welt: Armee – Dynastie – Staat. E. S. Mittler & Sohn, Herford 1988. ISBN 3-8132-0289-5.
- Christian Grawe u. Helmuth Nürnberger (Hrsg.): Fontane-Handbuch. Kröner, Stuttgart 2000. ISBN 3-520-83201-1.
- Rudolf Helmstetter: Die Geburt des Realismus aus dem Dunst des Familienblattes: Fontane und die öffentlichkeitsgeschichtlichen Rahmenbedingungen des poetischen Realismus. Wilhelm Fink, München 1997. ISBN 3-7705-3237-6.
- Manfred Horlitz: Theodor Fontanes Vorfahren. Neu erschlossene Dokumente – überraschende Entdeckungen. Stapp, Berlin 2009. ISBN 978-3-87776-270-7.
- Charlotte Jolles: Fontane und die Politik. Ein Beitrag zur Wesensbestimmung Theodor Fontanes. 2. Auflage. Aufbau-Verlag, Berlin/Weimar 1988. ISBN 3-351-01266-7.
- Claude Keisch, Peter-Klaus Schuster, Moritz Wullen (Hrsg.): Fontane und die bildende Kunst: Katalog zur Ausstellung vom 4. September bis 29. November 1998 in den Staatlichen Museen zu Berlin, Nationalgalerie am Kulturforum. Henschel, Berlin 1998. ISBN 3-89487-315-9.
- Landschaftsbilder – Fontane und die Gartenkunst. Gemeinsame Frühjahrstagung der Theodor Fontane Gesellschaft und Stiftung Preußische Schlösser und Gärten Berlin-Brandenburg in Zusammenarbeit mit dem GartenForum Glienicke in Schloss Glienicke 22.–24. Mai 2008. In: Die Gartenkunst 21 (1/2009):
- Erik Lorenz, Robert Rauh: Fontanes Fünf Schlösser. Alte und neue Geschichten aus der Mark Brandenburg. be.bra verlag, Berlin 2017. ISBN 978-3-86124-701-2.
- Richard Moritz Meyer: Fontane, Theodor. In: Allgemeine Deutsche Biographie (ADB). Band 48, Duncker & Humblot, Leipzig 1904, S. 617–624.
- Hubert Ohl: Melusine als Mythos bei Theodor Fontane. In: Helmut Koopmann (Hrsg.): Mythos und Mythologie in der Literatur des 19. Jahrhunderts. Klostermann, Frankfurt 1979. ISBN 3-465-01317-4, S. 289–303.
- Bettina Plett (Hrsg.): Theodor Fontane. In: Neue Wege der Forschung. Wissenschaftliche Buchgesellschaft, Darmstadt 2007. ISBN 978-3-534-18647-1.
- Theodor Fontane im literarischen Leben seiner Zeit. Beiträge zur Fontane-Konferenz vom 17. bis 20. Juni 1986 in Potsdam mit einem Vorwort von Otfried Keiler = Beiträge aus der Deutschen Staatsbibliothek 6. Berlin/DDR 1987.
- Elsbeth Vahlefeld: Theodor Fontane in Pommern und in den östlichen Provinzen Preußens. Thomas Helms, Schwerin 2008. ISBN 978-3-935749-72-5.
- Hanna Delf von Wolzogen (Hrsg.): „Geschichte und Geschichten aus der Mark Brandenburg”. Fontanes „Wanderungen durch die Mark Brandenburg” im Kontext der europäischen Reiseliteratur = Internationales Symposium des Theodor-Fontane-Archivs in Zusammenarbeit mit der Theodor Fontane Gesellschaft September 2002 in Potsdam. Königshausen & Neumann, Würzburg 2003. ISBN 3-8260-2634-9.
- Hanna Delf von Wolzogen, Hubertus Fischer (Hrsg.): Religion als Relikt? Christliche Traditionen im Werk Fontanes = Internationales Symposium veranstaltet vom Theodor-Fontane-Archiv und der Theodor Fontane Gesellschaft e.V. zum 70-jährigen Bestehen des Theodor-Fontane-Archivs Potsdam, 21. bis 25. September 2005 = Fontaneana, Band 5. Königshausen & Neumann, Würzburg 2006. ISBN 3-8260-3545-3.

Pisma
- Fontane Blätter. Halbjahresschrift, begründet 1965. Im Auftrag des Theodor-Fontane-Archivs und der Theodor Fontane Gesellschaft e.V. hg. [seit 1965 wechselnde Hg.] ISSN 0015-6175.